# فلایینگ فورترس (فیلم)
فلایینگ فورترس (انگلیسی: Flying Fortress) فیلمی در ژانر درام است که در سال ۱۹۴۲ منتشر شد.